# The Nightlife
TeenNick's The Nightlife (gestyled als THE NiGHTLIFE) is een geflopte televisieserie voor TeenNick en Nickelodeon. De show werd gepresenteerd door Nick Cannon, Aaron Fresh & Chloe Wang. De eerste aflevering was op 5 augustus 2010. De show werd gestopt, omdat er te weinig mensen naar keken.

## Geïnterviewde sterren
- Ice Cube
- Vita Chambers
- Brandon Routh
- Anna Kendrick
- Landon Liboiron
- T.I.
- Travie McCoy

## Optredens
- New Boyz - You're A Jerk
- Aaron Fresh - Spending All My Time
- Cali Swag District
- Collete Carr - Back it Up
- Iyaz - Replay
- School Gyrls - Something Like A Party